# Kenji Takagi
Kenji Takagi (高木 健旨 Takagi Kenji?, nacido el 13 de mayo de 1976 en Kioto) es un exfutbolista japonés. Jugaba de centrocampista y su último club fue el Sagan Tosu de Japón.

## Trayectoria

### Clubes
| Club         | País  | Año         |
| ------------ | ----- | ----------- |
| Gamba Osaka  | Japón | 1995 - 1996 |
| Oita Trinity | Japón | 1997        |
| Sagan Tosu   | Japón | 1999 - 2002 |